# K2-293
K2-293, EPIC 246151543 — одиночная звезда в созвездии Водолея на расстоянии приблизительно 1303 световых лет (около 400 парсек) от Солнца. Видимая звёздная величина звезды — +13,357m.
Вокруг первого компонента обращается, как минимум, одна планета.

## Характеристики
K2-293 — жёлтый карлик спектрального класса G. Масса — около 0,958 солнечной, радиус — около 0,94 солнечного, светимость — около 0,66 солнечной. Эффективная температура — около 5486 К.

## Планетная система
В 2019 году командой астрономов, работающих с фотометрическими данными в рамках проекта Kepler K2, было объявлено об открытии планеты K2-293 b.